# L'Homme sans visage (film, 1919)
Pour les articles homonymes, voir L'Homme sans visage.
L'Homme sans visage est un film muet français réalisé par Louis Feuillade et sorti en 1919.

## Fiche technique
- Réalisation : Louis Feuillade
- Scénario : Louis Feuillade
- Chef-opérateur et montage : Maurice Champreux
- Société de production : Société des Établissements L. Gaumont
- Format : Muet - Noir et blanc - 1,33:1 - 35 mm
- Pays de production : France
- Date de sortie : 
  - France : septembre 1919

## Distribution
- René Cresté
- Fernand Herrmann
- Louis Leubas
- Sylvia Lux
- Gina Manès
- Édouard Mathé
- Gaston Michel
- Laurent Morléas